# Hallenradsport-Weltmeisterschaften 2013
Die Hallenradsport-Weltmeisterschaften 2013 fanden vom 22. bis 24. November 2013 in Basel (Schweiz) statt. Es wurden Wettkämpfe im Radball und Kunstradfahren ausgetragen. Veranstaltungsort war die St. Jakobshalle.
Mit fünf Goldmedaillen war Deutschland die erfolgreichste Nation, welche bis auf den Wettbewerb im Radball alle Disziplinen gewinnen konnte. Es haben Sportler aus insgesamt 17 Nationen teilgenommen, welche alle aus dem europäischen oder asiatischen Raum stammen, mit Ausnahme eines Radball-Duos und zwei Kunstradfahrern, welche für Kanada starteten.

## Radball
Es wurde ein 2er-Teamwettkampf bei den Herren durchgeführt.

### Modus
Das Turnier umfasste zwei Gruppen: Gruppe A mit den sechs besten Mannschaften und die Gruppe B mit sieben schwächeren Mannschaften. Die einteilung erfolgte anhand der Rangliste des Vorjahres. In beiden Gruppen gab es jeweils eine Runde, in der alle einmal gegen alle spielten. In der Zwischenrunde der Gruppe-A-Teams traf die zweitplatzierte Mannschaft der Vorrunde auf die fünftplatzierte und die dritt- auf die viertplatzierte. Die beiden Sieger dieser Zwischenrunde und der Sieger der Vorrunde qualifizierten sich für die Halbfinale. Im ersten Halbfinale traf der Sieger der Vorrunde auf den Sieger aus dem Spiel zwischen dem zweit- und fünftplatzierten. Der Verlierer dieses Spiels musste in einem zweiten Halbfinale gegen den Sieger aus dem Spiel zwischen dem dritt- und viertplatzierten antreten. Die beiden Sieger aus den Halbfinalen spielten schließlich im Finalspiel den Weltmeister aus. Der Sieger der Gruppe B trat schließlich gegen den Tabellensechsten der Gruppe A um den Aufstieg respektive Verbleib in Gruppe A an.

### Gruppe A

#### Vorrunde
| Rang | Team        | Schweiz | Osterreich | Deutschland | Tschechien | Frankreich | Belgien | S | U | N | Tore    | Punkte |
| ---- | ----------- | ------- | ---------- | ----------- | ---------- | ---------- | ------- | - | - | - | ------- | ------ |
| 1.   | Schweiz     | —       | 3:3        | 5:3         | 5:4        | 5:1        | 8:1     | 4 | 1 | 0 | 26 : 12 | 13     |
| 2.   | Österreich  | 3:3     | —          | 4:4         | 6:3        | 5:3        | 8:2     | 3 | 2 | 0 | 26 : 15 | 11     |
| 3.   | Deutschland | 3:5     | 4:4        | —           | 5:1        | 5:1        | 6:0     | 3 | 1 | 1 | 23 : 11 | 10     |
| 4.   | Tschechien  | 4:5     | 3:6        | 1:5         | —          | 4:3        | 7:1     | 2 | 0 | 3 | 19 : 20 | 6      |
| 5.   | Frankreich  | 1:5     | 3:5        | 1:5         | 3:4        | —          | 4:4     | 0 | 1 | 4 | 12 : 23 | 1      |
| 6.   | Belgien     | 1:8     | 2:8        | 0:6         | 1:7        | 4:4        | —       | 0 | 1 | 4 | 8 : 33  | 1      |

#### Finalrunde
| Zwischenrunde |   |             |                     |
| Österreich    | – | Frankreich  | 7 : 0               |
| Deutschland   | – | Tschechien  | 3 : 2               |
| 1. Halbfinale |   |             |                     |
| Schweiz       | – | Österreich  | 2 : 3               |
| 2. Halbfinale |   |             |                     |
| Schweiz       | – | Deutschland | 3 : 3 (6 : 7 n. P.) |
| FINALE        |   |             |                     |
| Österreich    | – | Deutschland | 7 : 6               |

Endstand
| Rang | Land        | Spieler           | Spieler           |
| ---- | ----------- | ----------------- | ----------------- |
| 1.   | Österreich  | Patrick Schnetzer | Dietmar Schneider |
| 2.   | Deutschland | Jens Krichbaum    | Marco Rossmann    |
| 3.   | Schweiz     | Roman Schneider   | Dominik Planzer   |
| 4.   | Tschechien  | Pavel Smid        | Petr Skotak       |
| 5.   | Frankreich  | Quentin Seyfried  | Benjamin Meyer    |
| 6.   | Belgien     | Brecht Damen      | Niels Dirikx      |

### Auf-Abstiegsspiel Gruppe A/B
Belgien konnte den Ligaerhalt erfolgreich verteidigen.
 Belgien –  Italien 3 : 3 (7 : 5 n. P.)

### Gruppe B
| Rang | Land     | Spieler            | Spieler           |
| ---- | -------- | ------------------ | ----------------- |
| 1.   | Italien  | Renato Bianco      | Andry Accola      |
| 2.   | Spanien  | Florencio Monge    | Marcel Chaves     |
| 3.   | Ungarn   | Tamas Szitas       | Vilmos Toma       |
| 4.   | Japan    | Yosuke Fujita      | Monehiro Tokikura |
| 5.   | Hongkong | Wing Tai Ho        | Chun Hin Kwan     |
| 6.   | Malaysia | Dahalan Mohd Zikri | Nordin Abu Al     |
| 7.   | Kanada   | Jean Saucier       | Benoit Fish       |

## Kunstradfahren
Es wurden Wettkämpfe im 1er-, 2er- und 4er-Kunstradfahren der Damen, im 1er-Kunstradfahren der Herren und 2er-Kunstradfahren in einer offenen Klasse durchgeführt.

### Modus
Jeder Teilnehmer bzw. jedes Team hatte eine Kür zu fahren. Diese dauerte maximal fünf Minuten und beinhaltete bei den Einzelstartern maximal 30 und bei den Teams maximal 25 verschiedene Elemente mit je einer gewissen Schwierigkeitsstufe, die mit der Grundpunktzahl addiert als Basis für die Bewertung dienten (eingereichte Punkte). Das Endresultat ergab sich nach Abzug der Fehlerpunkte (ausgefahrene Punkte).

### Frauen

#### Einer
Insgesamt nahmen am Wettkampf 20 Athletinnen aus 12 Nationen teil.
Medaillengewinner
| Rang | Land        | Fahrerin       | einger. | ausgef. |
| ---- | ----------- | -------------- | ------- | ------- |
| 1.   | Deutschland | Corinna Hein   | 187.90  | 180.11  |
| 2.   | Deutschland | Lisa Hattemer  | 186.90  | 170.12  |
| 3.   | Schweiz     | Seraina Waibel | 167.20  | 153.89  |

#### Zweier
Insgesamt nahmen am Wettkampf 12 Teams aus acht Nationen teil.
Medaillengewinner
| Rang | Land        | Fahrerin 1        | Fahrerin 2         | einger. | ausgef. |
| ---- | ----------- | ----------------- | ------------------ | ------- | ------- |
| 1.   | Deutschland | Katharina Wurster | Jasmin Soika       | 166.70  | 150.97  |
| 2.   | Deutschland | Katrin Schultheis | Sandra Sprinkmeier | 169.20  | 150.18  |
| 3.   | Schweiz     | Bettina Weber     | Anja Weber         | 124.90  | 114.39  |

#### 4er-Team
Das Teilnehmerfeld bestand aus vier Teams.
Medaillengewinner
| Rang | Land        | Fahrerinnen                                                     | einger. | ausgef. |
| ---- | ----------- | --------------------------------------------------------------- | ------- | ------- |
| 1.   | Deutschland | Katharina Gülich Sonja Mauermeyer Anja Sporer Christina Posch   | 231.90  | 208.93  |
| 2.   | Schweiz     | Carolin Noll Andrea Schillig Maura Stiefel Nora Willener        | 227.00  | 206.23  |
| 3.   | Österreich  | Nina Klammsteiner Marion Müller Elisa Klammsteiner Anna Pircher | 181.10  | 158.40  |

### Herren Einer
Insgesamt nahmen am Wettkampf 24 Athleten aus 14 Nationen teil.
Medaillengewinner
| Rang | Land        | Fahrer              | einger. | ausgef. |
| ---- | ----------- | ------------------- | ------- | ------- |
| 1.   | Deutschland | David Schnabel      | 212.10  | 208.25  |
| 2.   | Deutschland | Michael Niedermeier | 211.50  | 193.67  |
| 3.   | Hongkong    | Wong Chin To        | 173.80  | 163.03  |

### Mixed Zweier
Es nahmen insgesamt 13 Duos aus 9 Nationen teil.
Medaillengewinner
| Rang | Land        | Fahrer 1        | Fahrer 2          | einger. | ausgef. |
| ---- | ----------- | --------------- | ----------------- | ------- | ------- |
| 1.   | Deutschland | Andre Bugner    | Benedikt Bugner   | 171.00  | 161.94  |
| 2.   | Deutschland | Luisa Bassmann  | Benedikt Bassmann | 164.00  | 151.58  |
| 3.   | Österreich  | Fabian Allgäuer | Adriana Mathis    | 145.70  | 137.11  |